# Betty Kaplan
Betty Kaplan là một đạo diễn phim và truyền hình người Mỹ gốc Venezuela sinh ra ở thành phố New York và lớn lên ở Caracas, Venezuela. Bà là đồng Chủ tịch của Ủy ban Giám đốc Hiệp hội Latino Hoa Kỳ. Kaplan đã đạo diễn các bộ phim Doña Bárbara, Hầu như một người phụ nữ và tình yêu và bóng tối, bộ cuối cùng được chuyển thể từ tiểu thuyết của Isabel Allende. Ông đã giành được một số giải thưởng, trong đó có Giải thưởng Peabody và nhiều Giải thưởng Khán giả cho tác phẩm của bà. Thường Kaplan viết, chỉ đạo và sản xuất các dự án phim của riêng mình.

## Tiểu sử
Kaplan được sinh ra ở New York với một người mẹ México và một người cha Venezuela. Kaplan được nuôi dưỡng ở Venezuela và sống ở San Juan, Puerto Rico.

## Công việc
Kaplan cũng là một đạo diễn truyền hình phát triển. Công việc đạo diễn trên truyền hình của bà bao gồm một mùa hè nóng bỏng với sự tham gia của Vanessa Marcil, Casper Van Dien và Jon Seda, được quay cho đài truyền hình trọn đời của Hoa Kỳ và phát sóng năm 2009; Luật pháp và Trật tự: Ý định hình sự, chỉ đạo tập phim "Di sản huyền thoại trong mùa 7 (2008), là tập phim Luật & tội phạm có trật tự cao nhất, với xếp hạng 4.06 số địa phương và 3,8 số quốc gia, và một tập có tựa đề" Hành trình "cho sê-ri phim cảnh sát The Division trong phần 2 (2002) cho mạng Truyền hình trọn đời. Đây là tập phim gốc được đánh giá cao nhất với 3,6 số quốc gia.
Kaplan đã nổi bật sớm trong sự nghiệp đạo diễn của mình vào năm 1983 với "Bolívar", toàn bộ loạt phim truyền hình nhỏ mà Kaplan đã viết và đạo diễn. "Bolívar" được tài trợ bởi truyền hình nhà nước Venezuela, kịch tính câu chuyện lịch sử Simon Bolivar, miêu tả sự giải phóng Nam Mỹ khỏi Tây Ban Nha. Bộ truyện được sản xuất dưới chính phủ của Carlos Andres Perez. Sê-ri nhỏ đã đạt đến trạng thái của một sự kiện truyền hình hàng năm nổi tiếng ở Venezuela. Kaplan cũng đạo diễn "Caminos Que Andan", một loạt mười một bộ phim tài liệu về cuộc đời của các nhà văn Mỹ Latinh mà bà đã quay cho Televisora Nacional của Venezuela.
Trong Of Love and Shadows, chuyển thể từ cuốn tiểu thuyết Chile Isabel Allende, Kaplan đã trao cho nam diễn viên Tây Ban Nha Antonio Banderas vai diễn điện ảnh tiếng Anh đầu tiên của mình; giới thiệu Bandera đến Hollywood. Jennifer Connelly là vai chính trong bộ phim này, thuyết phục người Mỹ Latinh rằng bà thực sự đến từ một tầng lớp thượng lưu Chile. Stefania Sandrelli (The Conformist) cũng là một vai chính trong phim.
"El Numero Uno" là dự án phim hiện tại của Kaplan đang trong giai đoạn tiền sản xuất. Nó sẽ mô tả Johnny Carson của Venezuela, Renny Ottolina, nhân vật truyền thông hàng đầu và là anh hùng dân tộc. Ông trùm truyền thông và chính trị gia cảm thấy bị đe dọa bởi sự nổi tiếng ngày càng tăng của Ottolina buộc ông phải ra khỏi truyền hình, tuy nhiên ông đã trở lại mạnh mẽ hơn nhiều trên đài phát thanh. Người Venezuela mệt mỏi vì tham nhũng đang tìm kiếm một vị cứu tinh chính trị và Renny Ottolina quyết định ra tranh cử tổng thống để đáp ứng nhu cầu. Ba tháng trước cuộc bầu cử tổng thống, Ottolina đã thiệt mạng trong một tai nạn máy bay đáng ngờ. Kaplan đã từng là một vũ công trong chương trình truyền hình hàng tuần nổi tiếng của Ottolina và biết anh ấy.
Kaplan cũng đã sản xuất các video âm nhạc bằng tiếng Tây Ban Nha cho các nghệ sĩ Latino như Mexico Pablo Montero và Argentine Raul DiBlasio. Tuy nhiên, huyền thoại nhất của bà có thể là "La Papa sin Catsup" vào năm 2003 mà bà sản xuất cho ca sĩ người Mỹ gốc Mexico Jenni Rivera. Hiện tại bà đang làm việc trên một tá kịch bản phim ở nhiều thể loại khác nhau với các công ty sản xuất lớn để xem xét.
Kaplan cũng đã chỉ đạo một số quảng cáo truyền hình, nhà hát đạo diễn ở Los Angeles. Với tư cách là đồng chủ tịch của Ủy ban giám đốc Hiệp hội Latino Hoa Kỳ, Kaplan tổ chức các sự kiện quan trọng, bao gồm sàng lọc Guillermo Del Toro hồi s Hellboy II: The Golden Army (2008); This Is It (2009) của Michael Jackson, một bộ phim tài liệu về buổi hòa nhạc về ca sĩ Michael Jackson, do Kenny Ortega đạo diễn; và hỏi đáp về Mẹ và con của Rodrigo Garcia (2010).

## Đóng phim
| Năm           | Tựa đề                                      | Vai trò                           |
| ------------- | ------------------------------------------- | --------------------------------- |
| Tiền sản xuất | Trong tình yêu, trong cái chết              | Giám đốc                          |
| Tiền sản xuất | Tìm kiếm Ingrid                             | Đạo diễn, biên kịch               |
| 2006          | Hầu như một người phụ nữ (phim truyền hình) | Giám đốc                          |
| 1998          | Doña Bárbara                                | Đạo diễn, biên kịch               |
| 1994          | Tình yêu và bóng tối                        | Đạo diễn, nhà sản xuất, biên kịch |
| 1985          | The Middlemen (ngắn)                        | Giám đốc                          |
| 1981          | Thần kinh trên bánh xe (ngắn)               | Đạo diễn, biên kịch               |
| 1981          | El violinista (ngắn)                        | Giám đốc, nhà sản xuất            |

## Dự án truyền hình
| Năm  | Tựa đề                                                                   | Vai trò           |
| ---- | ------------------------------------------------------------------------ | ----------------- |
| 2009 | Một mùa hè nóng bỏng (phim truyền hình)                                  | Giám đốc          |
| 2008 | Pháp luật &amp; Trật tự: Ý định tội phạm (phim truyền hình), tập: Di sản | Giám đốc          |
| 2006 | Hầu như một người phụ nữ (phim truyền hình)                              | Giám đốc          |
| 2002 | The Division (phim truyền hình), tập: Journey                            | Giám đốc          |
| 1983 | Bolívar (TV mini-series)                                                 | Giám đốc, nhà văn |